# 九间房乡 (柞水县)
九间房乡是中国陕西省商洛市柞水县下辖的一个乡。

## 行政区划
九间房乡下辖以下行政区：
中庙村、农林村、沙岭村、谢街村、老庙村